# St. Dionysius (Ettlingenweier)

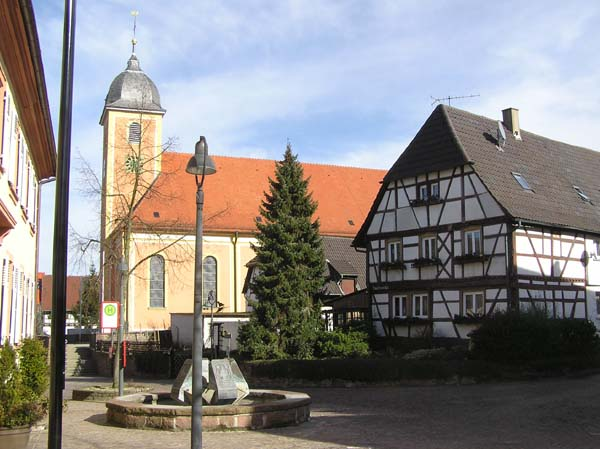
St. Dionysius in Ettlingenweier

Die römisch-katholische Pfarrkirche St. Dionysius steht in Ettlingenweier, einem Ortsteil der Gemeinde Ettlingen im Landkreis Karlsruhe in Baden-Württemberg. Das Bauwerk ist beim Landesamt für Denkmalpflege Baden-Württemberg als Baudenkmal eingetragen. Die Kirchengemeinde gehört zum Dekanat Karlsruhe im Erzbistum Freiburg.

## Beschreibung
Von der mittelalterlichen Dorfkirche sind nur die unteren Geschosse des Kirchturms erhalten. Er wurde später aufgestockt, um die Turmuhr und den Glockenstuhl mit vier Kirchenglocken unterzubringen, und mit einer Glockenhaube bedeckt. Daran wurde nach Westen 1788 das Langhaus angebaut. In den Jahren 1903–1906 wurden an den Chor im Osten drei halbkreisförmige Konchen angebaut. 
Der Innenraum wurde 1905 von Waldemar Kolmsperger dem Älteren ausgemalt. Der 1731 gebaute Hochaltar hatte zuvor seinen Platz in der Kapelle des Schlosses Ettlingen. Die um 1760 entstandene Kanzel stand früher in St. Sebastian (Kuppenheim). Die Orgel wurde 1940 gebaut.